# Aldabrai óriásteknős
Az aldabrai óriásteknős (Aldabrachelys gigantea) a hüllők (Reptilia) osztályának teknősök (Testudines) rendjébe, ezen belül a szárazföldi teknősfélék (Testudinidae) családjába tartozó faj.

## Rendszerezési problémái
A galápagosi óriásteknőshöz való hasonlóság miatt régen egy nembe (Geochelone) sorolták őket, azonban a Seychelle-szigetekieket újabban több – sajnos kipusztult – madagaszkári teknősfajjal együtt a Aldabrachelys nemi névvel különítik el. A zavart fokozza, hogy több óriásteknősfajt is elkülönítenek a szigeteken, amelyek köznapi nevei többnyire nem pontosak, vagy éppen átfedőek.
Ezek a fajok a következőek:
- Aldabrachelys dussumieri – Aldabrai teknős, Aldabra korallzátonya
- Aldabrachelys hololissa – Seychelle-szigeteki óriásteknős, Seychelle gránitszigetei
- Aldabrachelys arnoldi – Arnold-óriásteknős, Seychelle gránitszigetei
- Aldabrachelys daudinii – Daudini-óriásteknős, kihalt, Seychelle-szigetek
- Aldabrachelys abrupta – kihalt, Madagaszkár
- Aldabrachelys grandidieri – kihalt, Madagaszkár

Jelenleg az aldabrai a legelterjedtebb, állatkertben is látható faj, míg a ritka Aldabrachelys hololissa-t sokáig kihaltnak tartották. Legutóbb a Bristoli Állatkert idős teknőse esetében merült fel, hogy esetleg nem A. dussumieri, hanem valójában a rendkívül ritka A. hololissa. Jelenleg mindössze 40 egyed él ebből a ritka fajból a világ állatkertjeiben, amely állomány a visszatelepítés alapja lehet.

## Előfordulása
Az aldabrai óriásteknős mára már csak az Aldabra  szigetén maradt fenn. Aldabra az indiai-óceáni Seychelle-szigetek egyik tagja. Az aldabrai óriásteknős jól szaporodik, fennmaradása biztosítottnak tűnik.
Az óriásteknősöket korábban olajukért és húsukért vadászták.

## Megjelenése

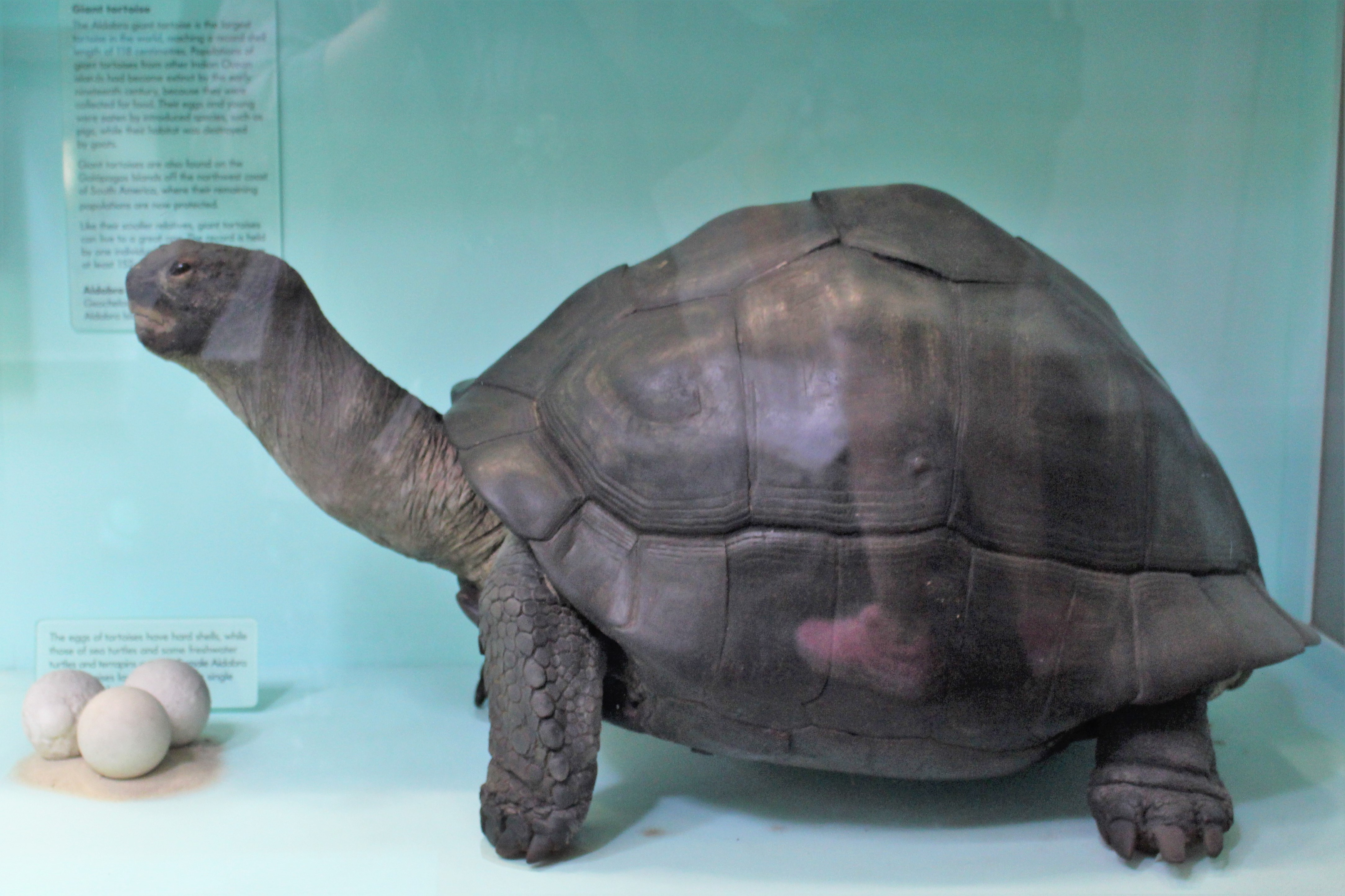
Kitömött példány a londoni Természettudományi Múzeumban

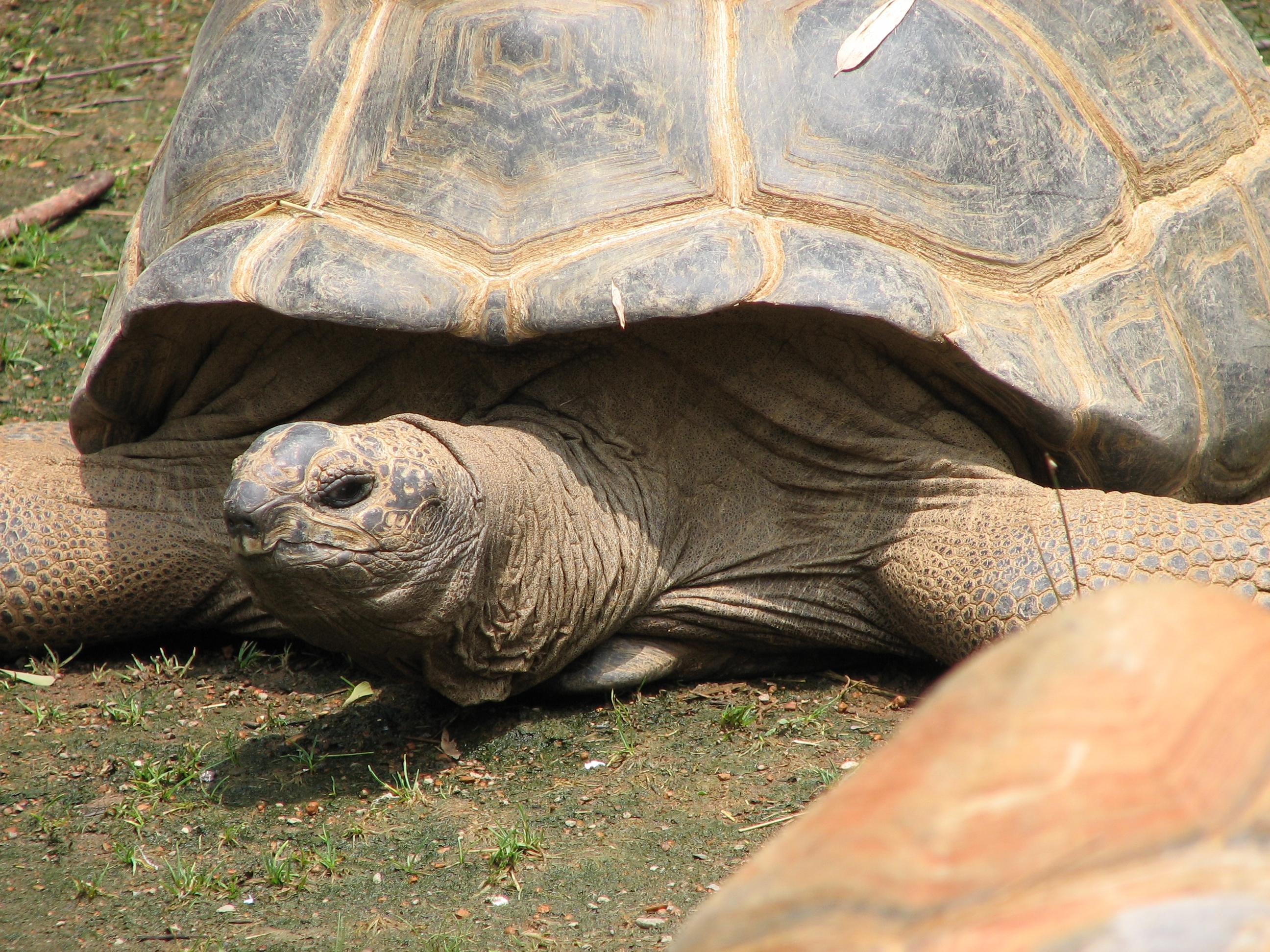

Az állat testhossza akár 122 centiméter is lehet, testtömege a 250 kilogrammot is elérheti. Az óriásteknős páncélja nem olyan kemény, mint amilyennek látszik. Hogy a lehető legkönnyebb legyen, a páncél csontrendszere egyszerűsödött, így könnyen össze lehet törni. Páncélja miatt a teknős lélegzés közben nem tudja kitágítani mellkasát, ennek szerepét speciális izmok veszik át. Lábát kemény szarupikkelyek borítják. Lábfején a tengeri teknősökkel ellentétben nincsenek úszóhártyák.
Az aldabrai óriásteknősökön belül is két változat figyelhető meg. Azok teknősök, amelyek a földön szerzik inkább a táplálékukat, elől boltozatosabb, nyakat jobban fedő páncélzattal rendelkeznek. Mások, amelyek olyan területen élnek, ahol magasabbról (például bokrok) szerzik táplálékukat, a páncél nagyobb mozgásteret ad nyakuknak, valamint a tetején is laposabb. Az óriásteknősök nyaka rendkívül hosszú, lehetővé teszi, hogy távoli, magasban lévő eledelt is elérjenek vele. Ebből is látható, hogy változatos élőhelyeken élnek a szigeten, a száraz, füves, sziklás területektől a mangrovemocsarakig.

## Életmódja

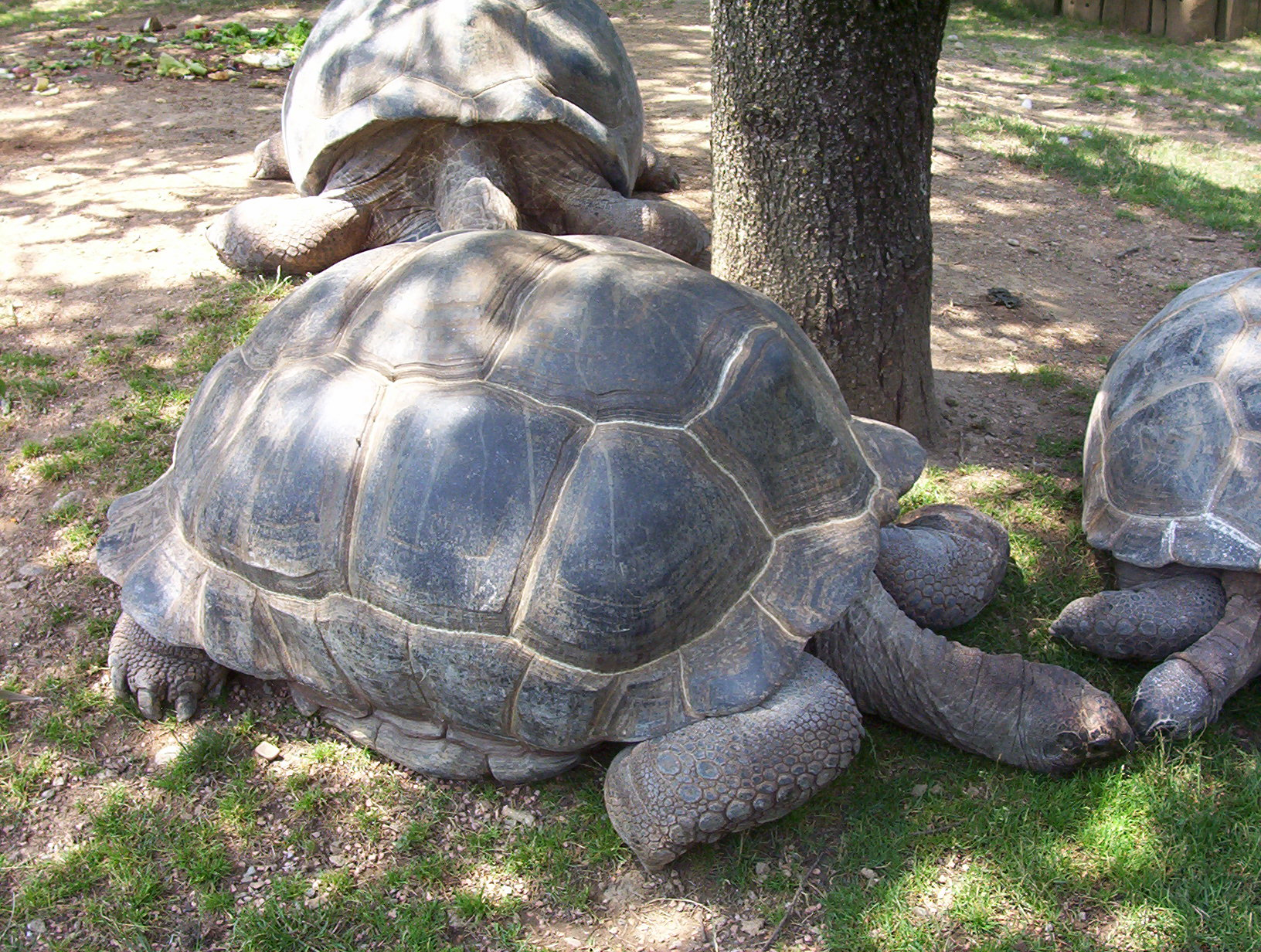

Az óriásteknősök általában magányos életmódott folytatnak, de élelemhiány esetén közös víz- és élelemforrásokat használnak. Tápláléka fűfélék, levelek, zuzmók és állati tetemek. Az Aldabra-szigeten gyakran kevés az élelem, így az aldabrai óriásteknős kénytelen a sekély vízben tengerifüvet keresni. 
Tekintve, hogy vízben szegény az élőhelye, jól bírja a szárazságot, a szükséges víz nagy részét a táplálékából fedezi.
Nincs fejlett szociális érzékük, többnyire egyedül mozognak, de időnként, főleg legelészni többen is összegyűlhetnek. Reggel aktívak, majd ahogy a hőmérséklet emelkedik, árnyékba, üregekbe vonulnak vissza. Naponta bejárt csapásaik az évek, évszázadok során kitaposott utakká váltak, amelyeket a sziget többi lakója is használ. Úszni is jól tudnak, és teknős létükre veszély esetén meglepően fel tudnak gyorsulni.

## Aldabrai óriásteknősök párzása az amszterdami állatkertben

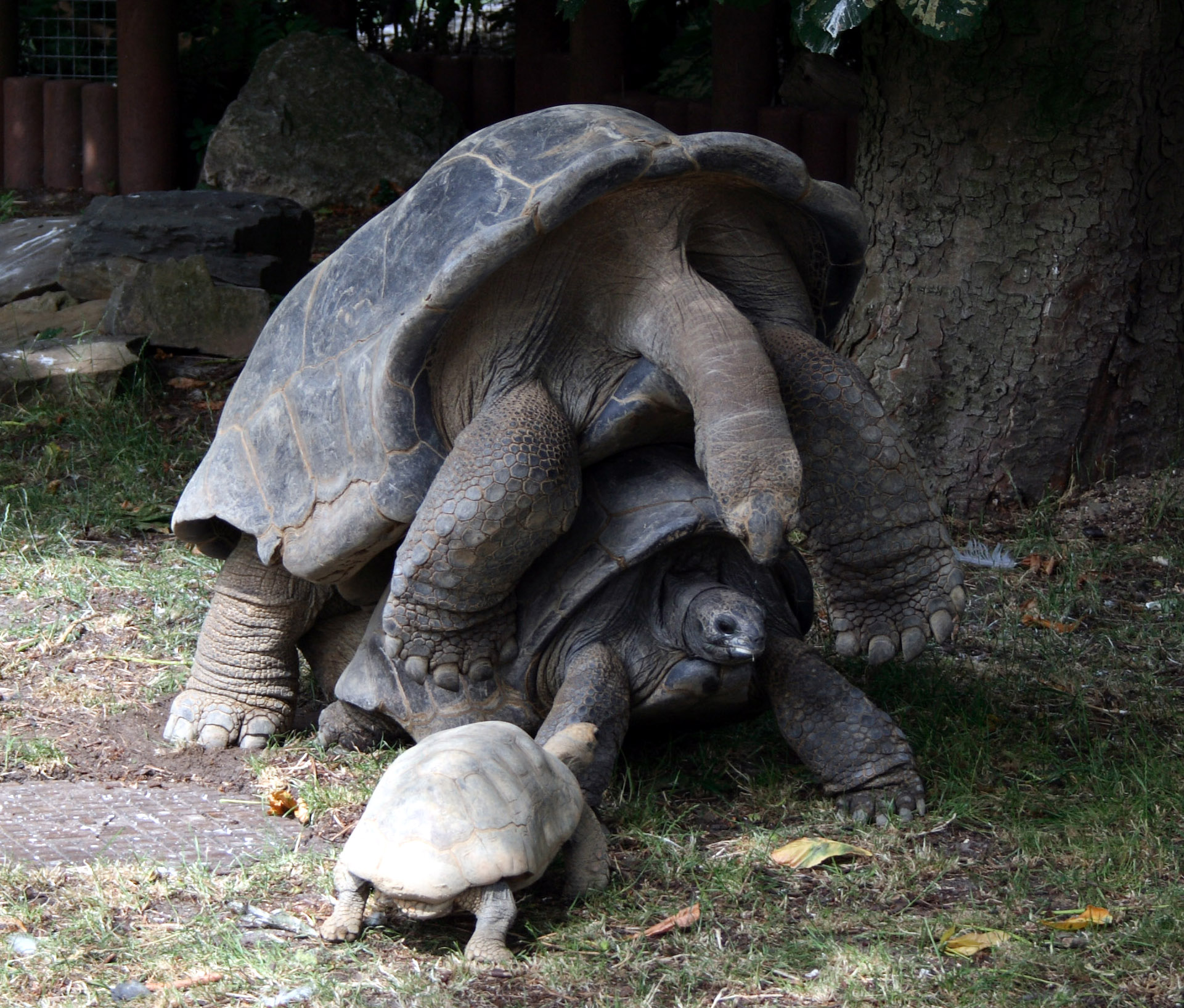
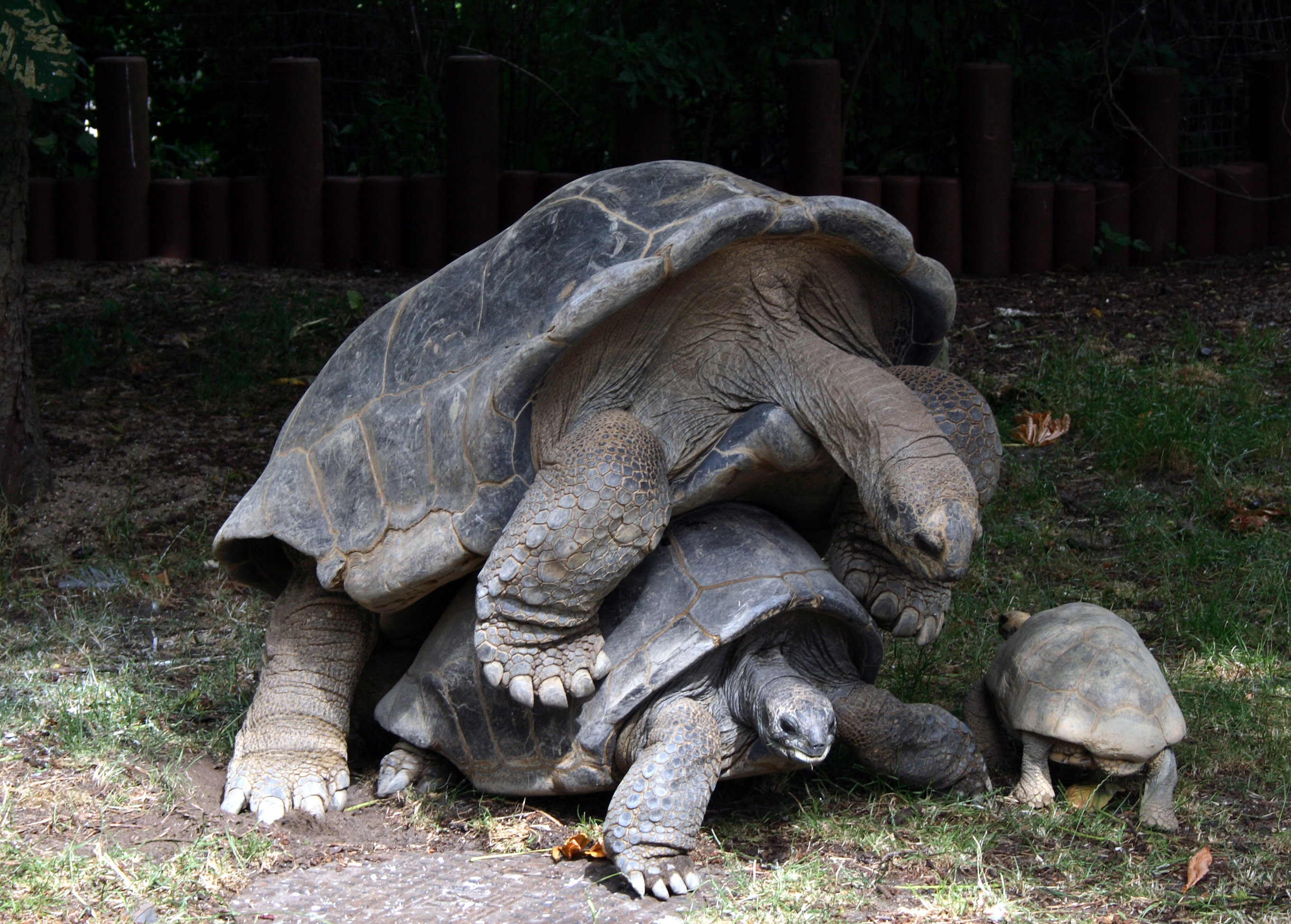
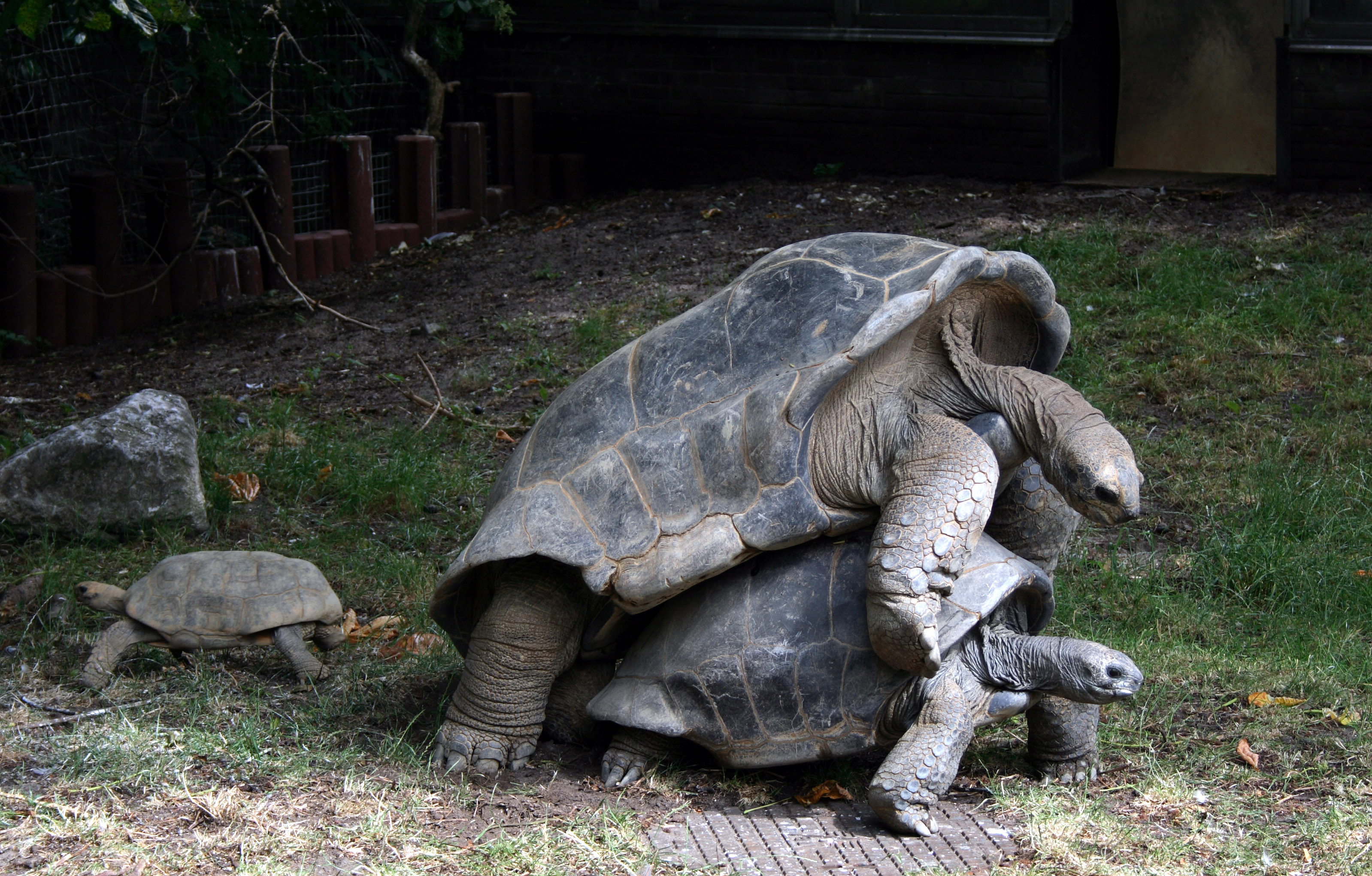
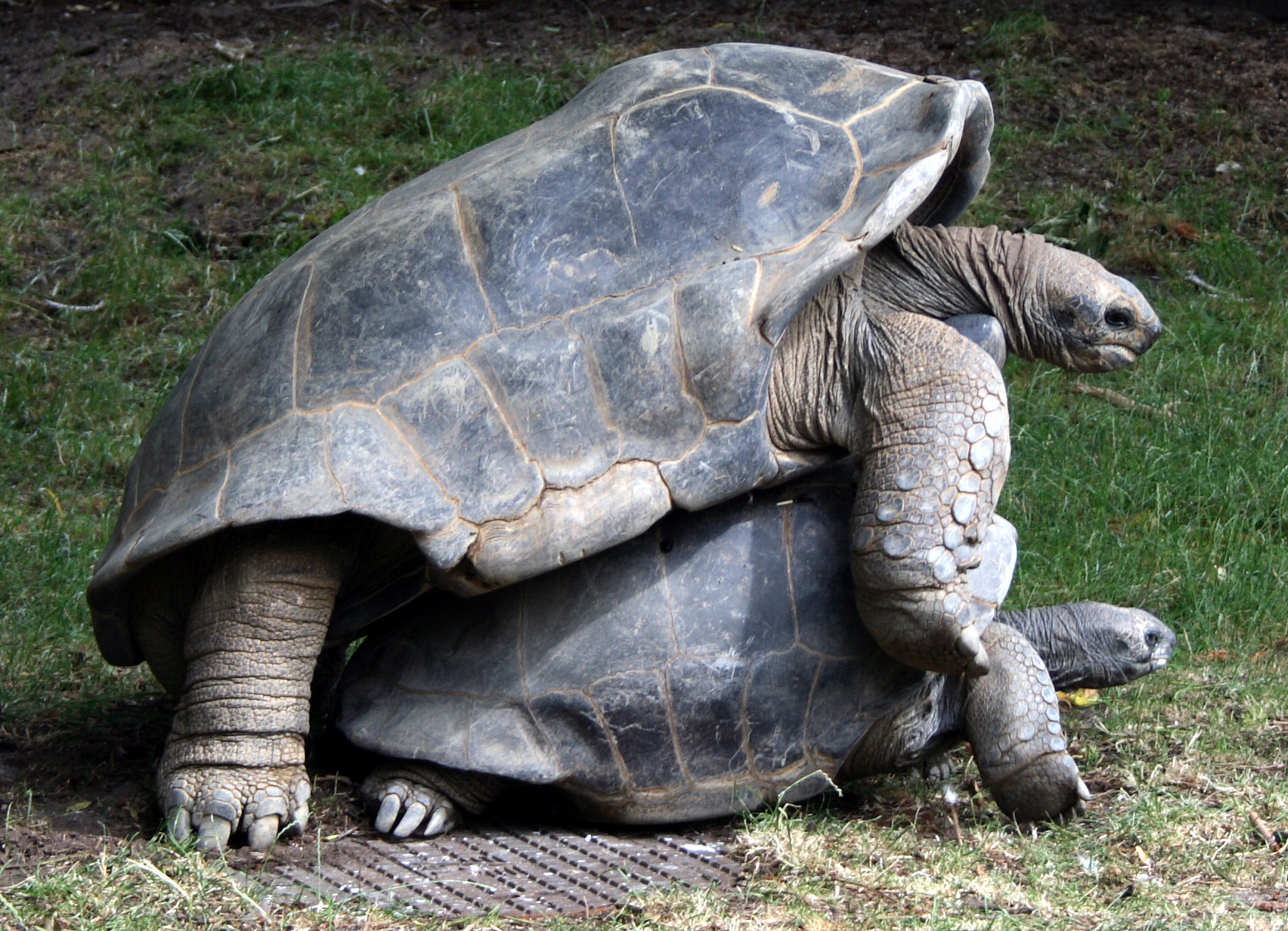
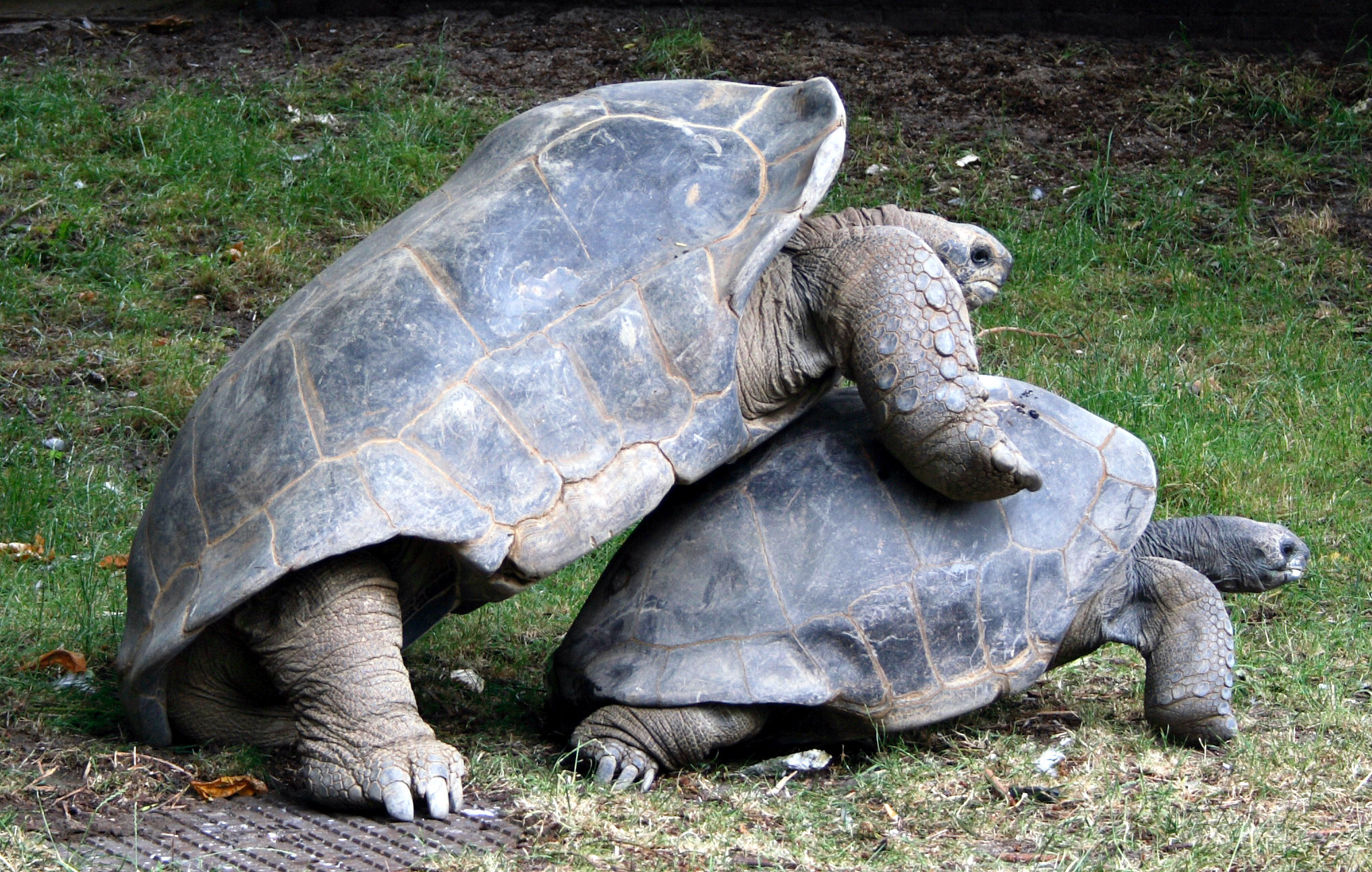
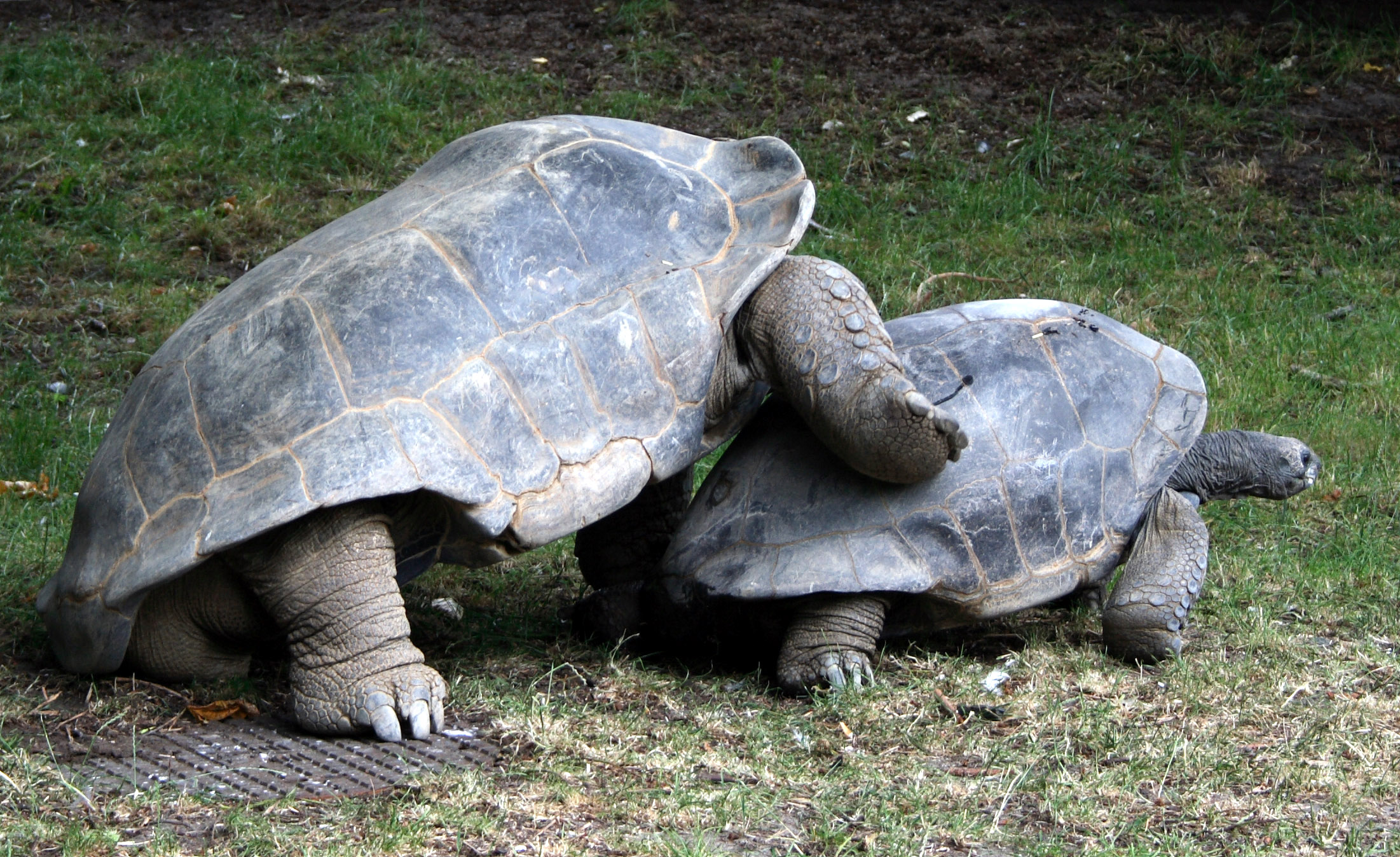
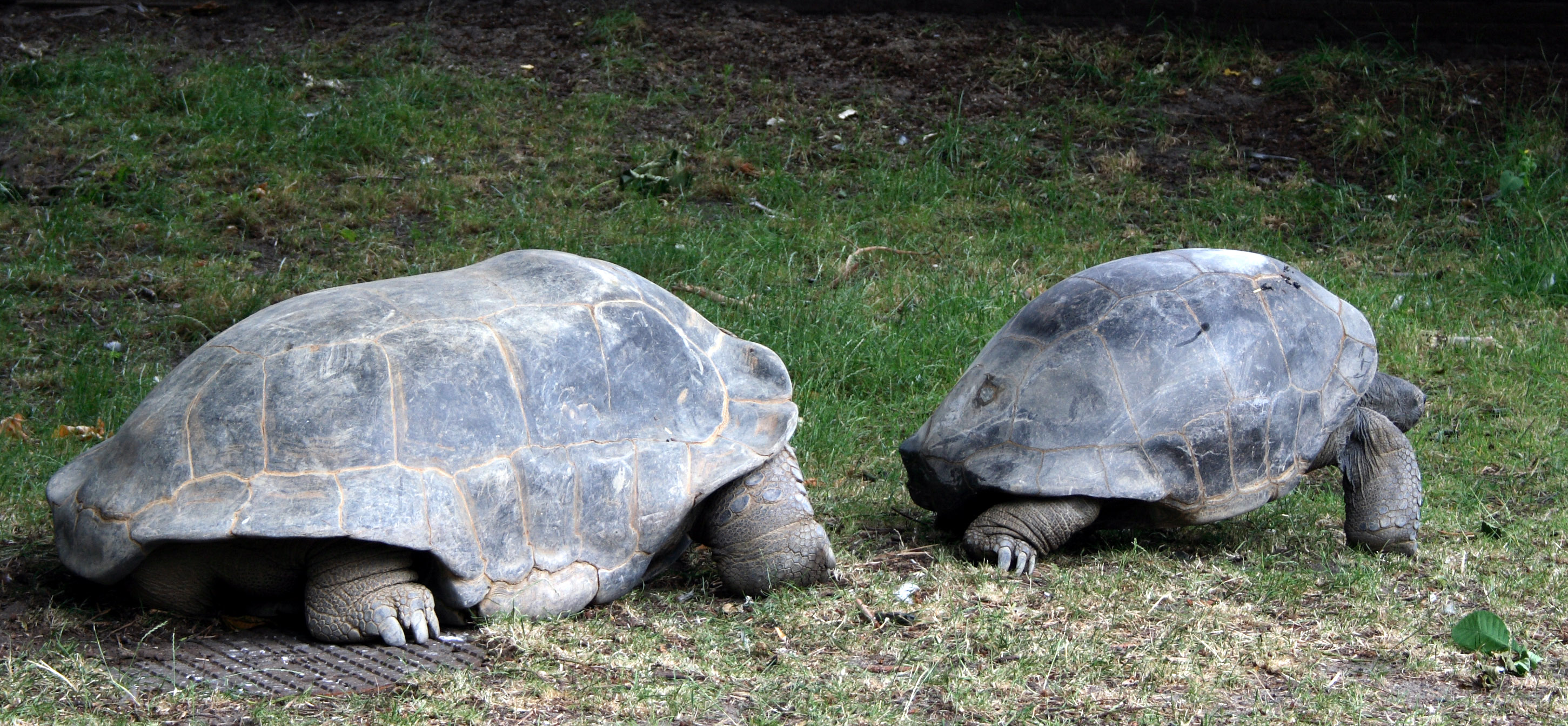
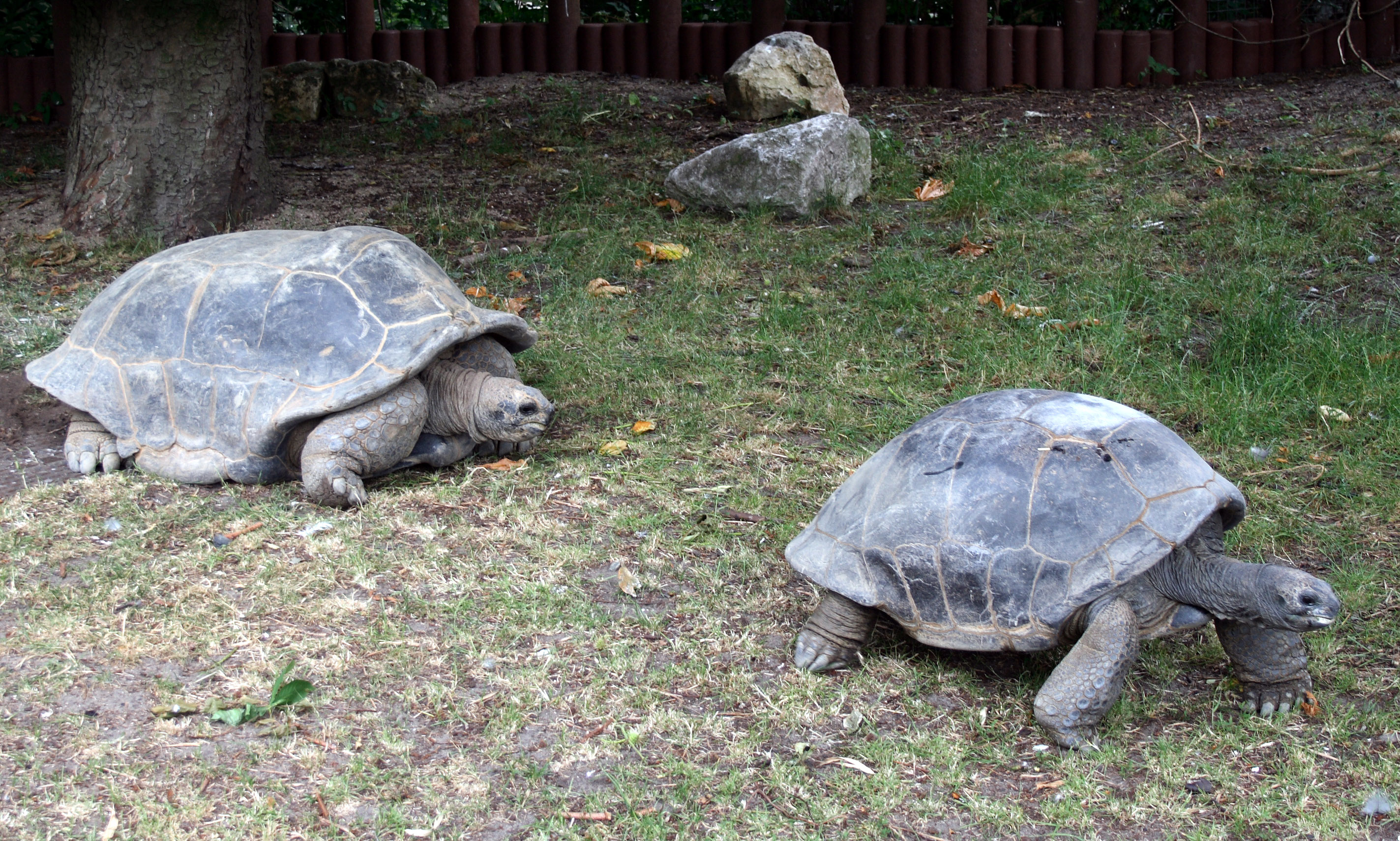

## Szaporodása

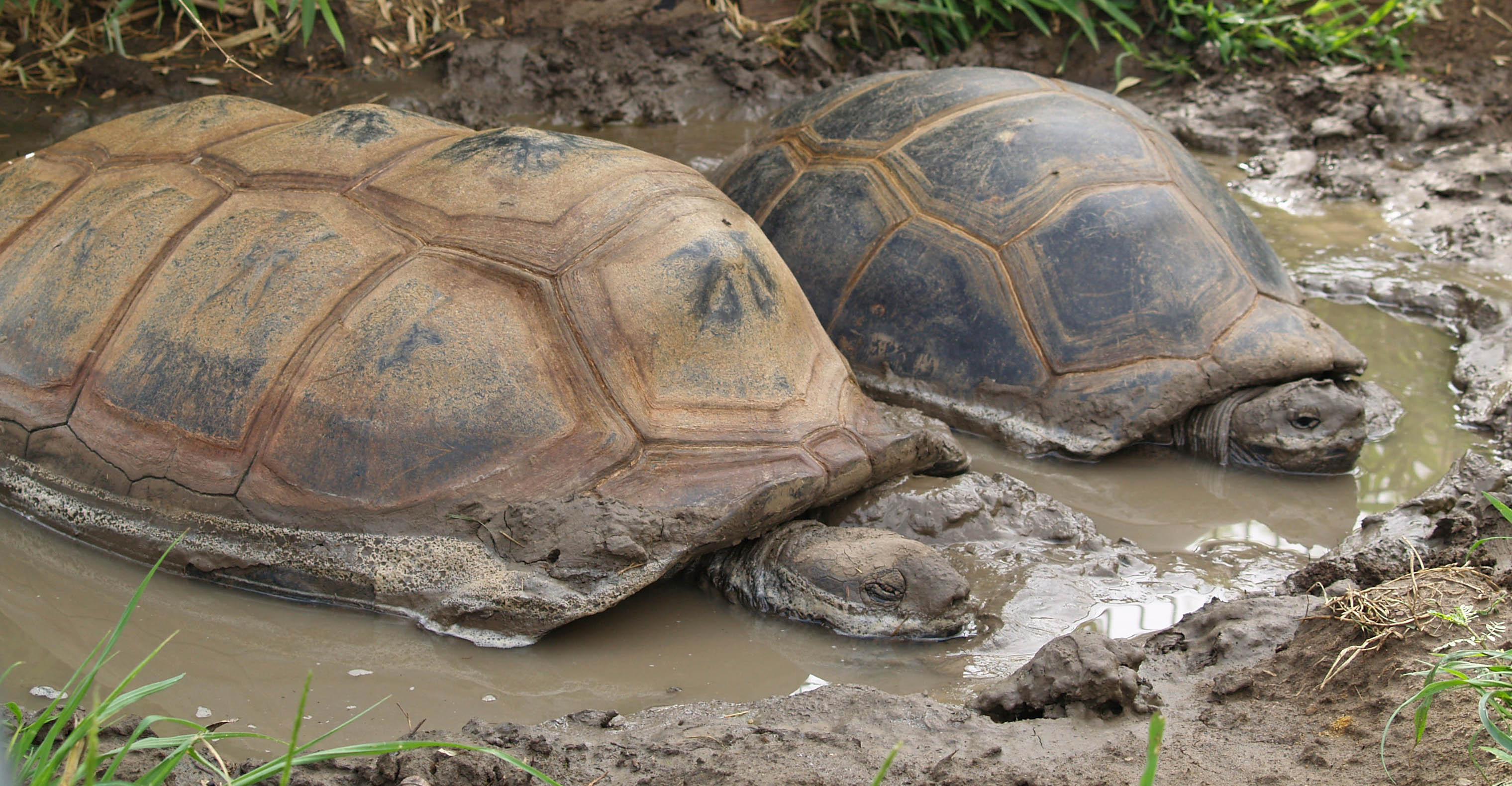

Az ivarérettséget 20-25 éves korban éri el, de teljes méretét csak 40 éves korában éri el. A párzási időszak február–március között van. Párzás közben mély, ugatásszerű hangokat hallat. A nőstény 10-20 tyúktojás nagyságú tojást rak a homokba vájt mélyedésben. A kis teknősök általában 8 hónap - más források szerint akár 2-8 hónap - múlva kelnek ki, október és december között. A fiatalok a felnőtt kori méretük felét elérve, 20-25 évesen válnak ivaréretté. A teknősöket csak fiatal korukban veszélyeztetik a ragadozók, főleg a még 6 centiméteres frissen keltek közül kapnak el sokat a tengeri madarak és patkányok, macskák (amelyeket az ember hurcolt be a szigetre). A felnőtt egyedekre a legfőbb veszélyt már csak a felhevülés jelenti.
Az óriásteknős legalább 100 évig él, de kétszáz is elképzelhető. Úgy tartják, hogy a leghosszabb ideig élő állatfaj a Földön. Ennek legfőbb bizonyítéka a feltehetően 1750-ben született Adwaitya esete, akit brit tengerészek ajándékoztak Robert Clive-nak, a Brit Kelet-indiai Társaság vezetőjének. Ő később, 1875-ben a Kalkuttai Állatkertnek (Kolkata) adományozta a ritka ajándékot, mely 2006-ban pusztult el, feltehetően legalább 255 évesen.

## Természetvédelmi helyzete
Az aldabrai óriásteknős az egyik legrégebben szervezett védelem alá került állatfaj (még Charles Darwin érte el a XIX. században). Állománya a közeli rokonaival szemben így stabilnak tekinthető, közel 152 ezer teknős döcög Aldabrán. Egy kisebb populáció még Zanzibár szigetén is él. Ma már házi kedvencként is tartják, bár ára nem olcsó, egy kifejlett egyedért akár 4-5 millió Ft-nyi összeget is elkérhetnek.